# Thiomorfoline
Thiomorfoline is een heterocyclische organische verbinding met als brutoformule C4H9NS. De stof komt voor als een heldere kleurloze vloeistof. Thiomorfoline is de volledig verzadigde variant van thiazine. Thiomorfoline-derivaten worden voornamelijk gebruikt in geneesmiddelen.